# Eichhornia paniculata
Eichhornia paniculata là một loài thực vật có hoa trong họ Pontederiaceae. Loài này được (Spreng.) Solms mô tả khoa học đầu tiên năm 1883.